# 예비군 팔도 사나이
"예비군 팔도 사나이"는 한국에서 제작된 편거영 감독의 1970년 드라마 영화이다. 남궁원 등이 주연으로 출연하였고 홍성칠 등이 제작에 참여하였다.

## 출연

### 주연
- 남궁원
- 안인숙
- 허장강
- 최남현

### 조연
- 김국현

## 기타
- 조명: 장기종
- 미술: 박석인